# Хосе Паласіос Еррера
Хосе Паласіос Еррера (ісп. José Palacios Herrera, нар. 16 липня 1923 — 17 березня 2007) — іспанський футболіст, що грав на позиції півзахисника

## Клубна кар'єра
Виступав у складі «Севільї», якій в сезоні 1945/46 допоміг уперше в історії перемогти в чемпіонаті Іспанії, а у сезоні 1947/48 здобув з командою і Кубок Іспанії.

## Титули і досягнення
- Чемпіон Іспанії: 1945/46
- Володар Кубка Іспанії: 1947/48